# Bruno Valentini
Bruno Valentini (Colle di Val d'Elsa, 29 maggio 1955) è un politico italiano, sindaco di Siena dall'11 giugno 2013 al 25 giugno 2018.

## Biografia
Cresciuto a Siena, si è diplomato al liceo scientifico Galileo Galilei e laureato con lode in scienze economiche e bancarie presso l'Università degli Studi di Siena. Dal 1976 è dipendente del Monte dei Paschi di cui divenne funzionario nel 1990. Dal 2003 è responsabile del settore Family nelle filiali della Provincia di Siena. Contradaiolo della Contrada Sovrana dell'Istrice, è sposato con Cinzia Gianni con cui ha tre figli. 
Il 20 novembre 2015 è nominato Delegato Nazionale ANCI a Politiche ambientali, Territorio e Protezione civile. Il 5 ottobre 2017 è stato eletto Presidente di Autorità Idrica Toscana.

## Carriera politica

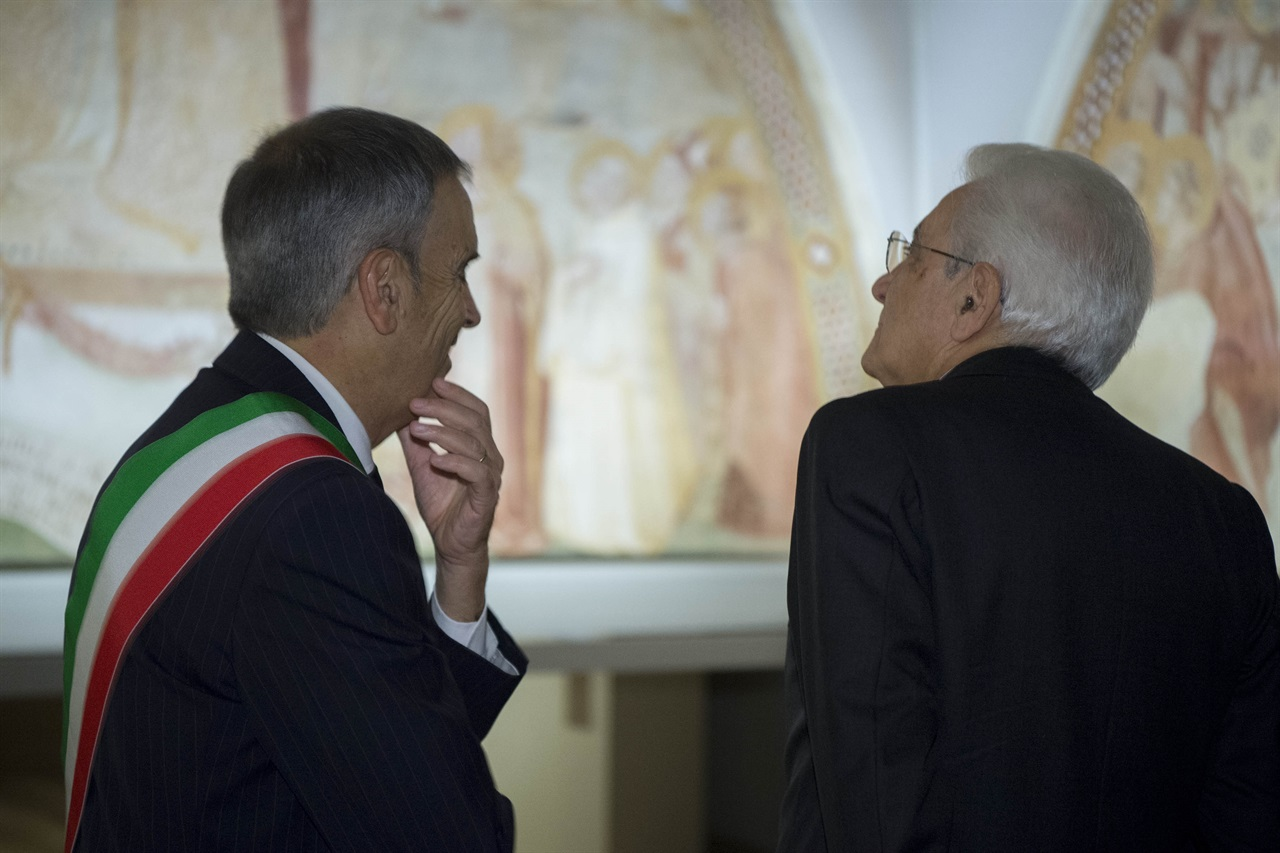
Bruno Valentini con il Presidente della Repubblica Sergio Mattarella in visita alla mostra dedicata a Ambrogio Lorenzetti al Santa Maria della Scala nel 2017

### Primi passi
Inizia l’attività amministrativa a Siena come membro del consiglio di circoscrizione, proseguendo poi a Monteriggioni nel 1995, diventando consigliere comunale. Nel mandato successivo è nominato assessore alla cultura, alle attività economiche e al turismo.

### Sindaco di Monteriggioni

#### Primo mandato (2004-2009)
Alle elezioni comunali del 12 giugno 2004 Bruno Valentini è eletto sindaco del comune di Monteriggioni con il 72,48% dei voti, sostenuto da una lista civica, contro il 27,52% del candidato della Casa delle Libertà Giovanni Battista Antonino Giacoppelli.

#### Secondo mandato (2009-2013)
Ricandidatosi alle elezioni amministrative del 6 giugno 2009, viene confermato sindaco con il 62,5% dei voti, contro il 22,1% del candidato del Popolo delle libertà Leonardo Casaletti, il 7,8% di Giacopelli (Udc) ed il 7,6% di Polato. 
Durante la sua amministrazione è stata inaugurata la esposizione permanente dedicata alle armi al Castello di Monteriggioni ed è stato aperto il camminamento sulla cinta muraria medievale.
Nel marzo 2013 Valentini dichiara la volontà di volersi candidare alle primarie del Partito Democratico per concorrere alla carica di sindaco del comune di Siena, rassegnando le proprie dimissioni il 22 aprile dopo 9 anni alla guida della giunta comunale.

### Sindaco di Siena (2013-2018)

#### Elezione
Alle elezioni primarie cittadine di aprile 2013 Valentini riesce a vincere con il 55%, battendo Alessandro Mugnaioli, ex assessore della giunta guidata da Ceccuzzi. Alle successive elezioni amministrative di maggio, Valentini ottiene il 39,54% dei voti, contro il 23,37% del candidato del centro-destra Eugenio Neri, con il quale va al ballottaggio. Sostenuto dall'allora sindaco di Firenze Matteo Renzi, vince il secondo turno elettorale del 9 e 10 giugno riportando il 52% delle preferenze con 930 voti di scarto dal suo sfidante, diventando il 14° sindaco di Siena dell'Italia repubblicana.

#### Giunta
Alla fine del proprio mandato, la giunta guidata dal sindaco Valentini era composta da quattro uomini e quattro donne:
- Mauro Balani: vicesindaco con delega al personale, semplificazione, trasparenza amministrativa e giustizia paliesca; subentra a Fulvio Mancuso dimessosi il 31 gennaio 2018.
- Stefano Maggi: assessore alla mobilità, polizia municipale, edilizia privata ed al sito UNESCO.
- Paolo Mazzini: assessore all'ambiente, patrimonio, lavori pubblici, protezione civile e sistemi informativi.
- Andrea Sbardellati: assessore allo sport, cooperazione internazionale, tutela degli animali e decentramento dal 29 marzo 2018, rilevando le deleghe dell'assessore Leonardo Tafani.
- Silvia Sestini: assessore alla sanità, politiche sociali e casa da febbraio 2018, rilevando le deleghe dall'assessore Anna Ferretti.
- Sonia Pallai: assessore alle politiche per il turismo.
- Tiziana Tarquini: assessore all'istruzione, politiche giovanili, asili nido, formazione e pari opportunità
- Francesca Vannozzi: assessore alla cultura dal 5 aprile 2016, rilevando le deleghe dell'assessore Massimo Vedovelli.

#### Provvedimenti principali
È sostenitore del superamento del modello città-banca in seguito alle vicende che hanno colpito il Monte dei Paschi.
Fin dall'inizio del suo mandato ha mantenuto la delega comunale al bilancio. Questo in linea con la volontà espressa prima delle elezioni di proseguire il risanamento dei conti locali attraverso la diminuzione dell'ingente debito accumulato dal Comune di Siena, rilevato dalla stessa Corte dei Conti come in grave squilibrio finanziario ed a forte rischio in seguito alla fine della erogazione annua di circa 20 milioni di euro da parte della Fondazione Monte dei Paschi.
Sotto la sua amministrazione Siena rientrò insieme a Cagliari, Lecce, Perugia, Ravenna e Matera nelle candidature finali selezionate dalla giuria internazionale per il titolo di capitale europea della cultura 2019, aggiudicato poi dalla città lucana. Il 12 dicembre 2014 Siena, insieme alle altre quattro finaliste, ottenne il titolo di capitale italiana della cultura 2015 con il via libera al decreto Franceschini.
Il 30 dicembre 2014 viene approvato il progetto preliminare da 8 milioni di euro per la realizzazione del Parco delle Mura di Siena. Il progetto prevede il restauro conservativo della cinta muraria e la realizzazione di percorsi pubblici nelle valli verdi cittadine, grazie ad una collaborazione tra le contrade, sovrintendenza e comune.
Il 30 luglio 2015 viene attivato per la prima volta in città un servizio pubblico automatico di bike sharing a pedalata assistita.
Il 10 agosto 2015 Valentini annuncia ufficialmente la fine della procedura per eccessivo indebitamento aperta dalla Corte dei Conti verso il comune di Siena.

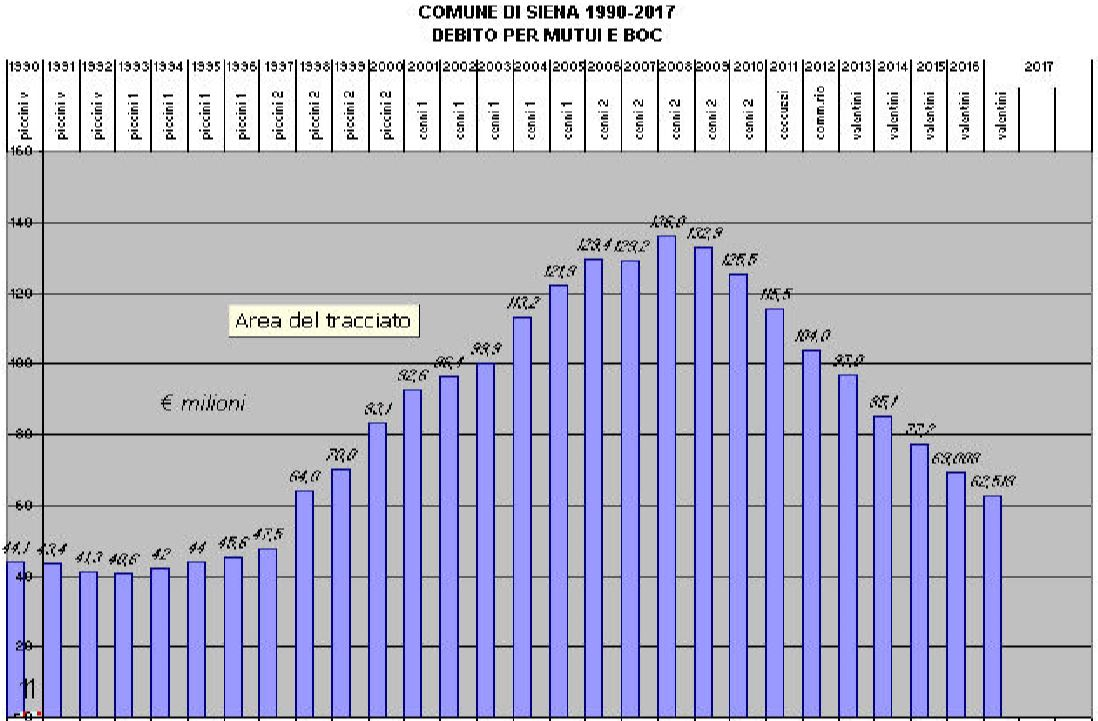
Andamento del debito del Comune di Siena per mutui e BOC, dal 1990 al 2017.

Dal 9 marzo 2016 ottiene la delega comunale al Complesso Museale del Santa Maria della Scala, per la valorizzazione dell'antico ospedale, ed il governo del territorio.
Sotto la sua amministrazione la competizione ciclistica Siena Strade Bianche entrò ufficialmente a far parte dell'Uci World Tour organizzato dalla Unione 
ciclistica internazionale dal 2017.
Nel maggio 2017, in seguito all'invito di Valentini, l'ex presidente degli Stati Uniti Barack Obama e sua moglie Michelle sono stati ricevuti al Palazzo Pubblico in occasione del restauro della Maestà di Simone Martini.
Il 23 giugno dello stesso anno, in seguito alla visita della delegazione ufficiale di ACES Europe in Italia, viene accettata ufficialmente la candidatura di Siena allo status di Città Europea dello Sport 2020.

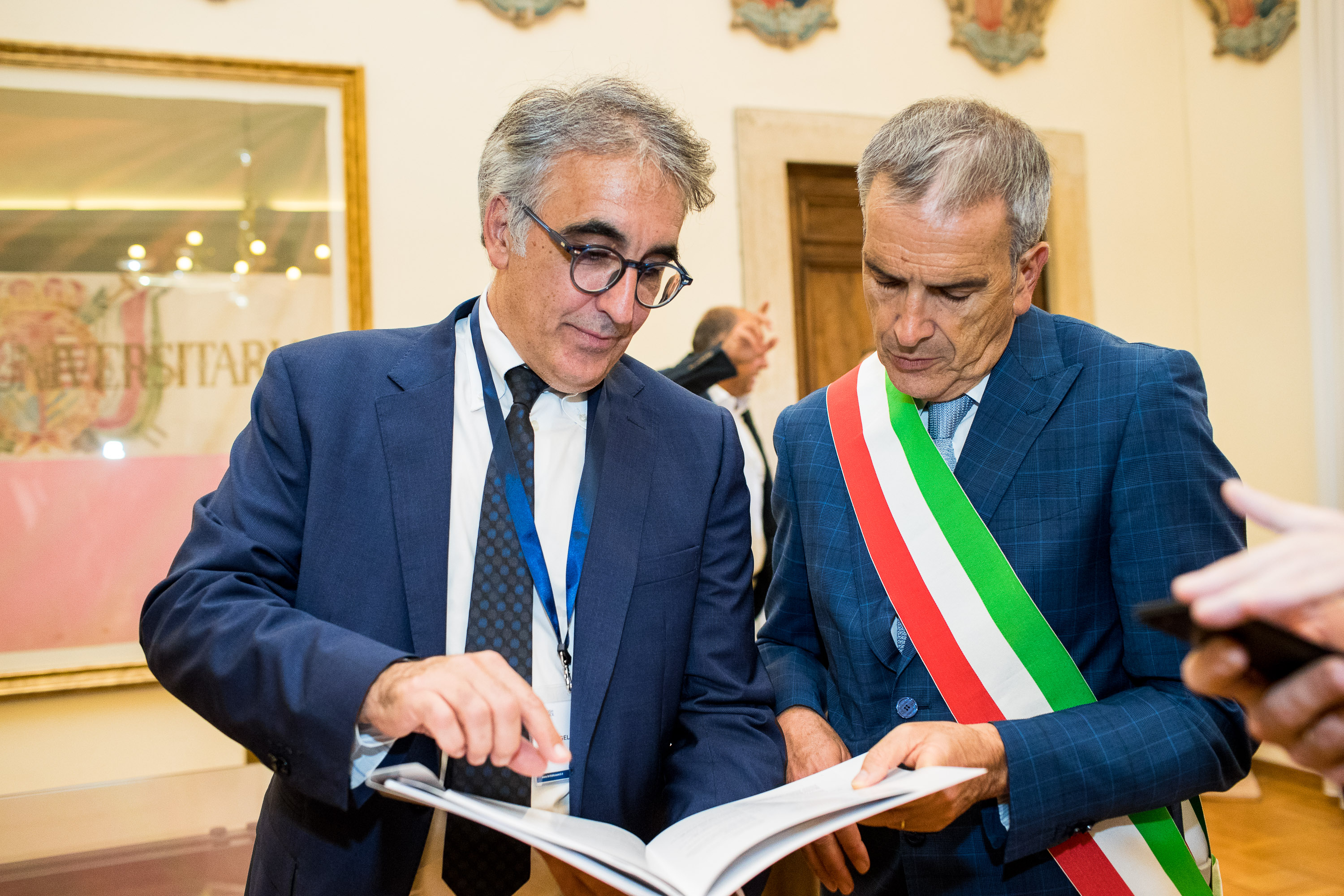
Bruno Valentini con l'ex rettore dell'Università degli Studi di Siena Angelo Riccaboni alla XXV Pontignano Conference, organizzato dall'ambasciata del Regno Unito ed il British council in collaborazione con l'università senese nel settembre 2017.

Il 20 ottobre 2017 riceve il Presidente della Repubblica Sergio Mattarella, a Siena per l'apertura del XXXIII Congresso Nazionale dell'Associazione Nazionale Magistrati, che accompagna nella visita, in anteprima, alla mostra dedicata al pittore Ambrogio Lorenzetti al Santa Maria della Scala.
Il 13 novembre 2017 scrive una lettera aperta al Presidente della Commissione parlamentare di inchiesta sul sistema bancario e finanziario On. Pier Ferdinando Casini, chiedendo che venga fatta piena chiarezza sulle responsabilità della crisi della Banca Monte dei Paschi di Siena e della Fondazione Monte dei Paschi di Siena, a cui segue un incontro con i vertici della Commissione il 16 novembre.

#### Elezioni comunali 2018
Il 20 dicembre 2017, durante una intervista ad un giornale locale, Valentini esprime la sua volontà di ricandidarsi per le elezioni comunali del 2018, auspicando poi che si possano svolgere le primarie cittadine, come secondo statuto, nonostante l'opposizione del segretario e del vicesegretario di partito locali Simone Vigni e Ginevra La Russa, entrambi contrari ad una sua ricandidatura.

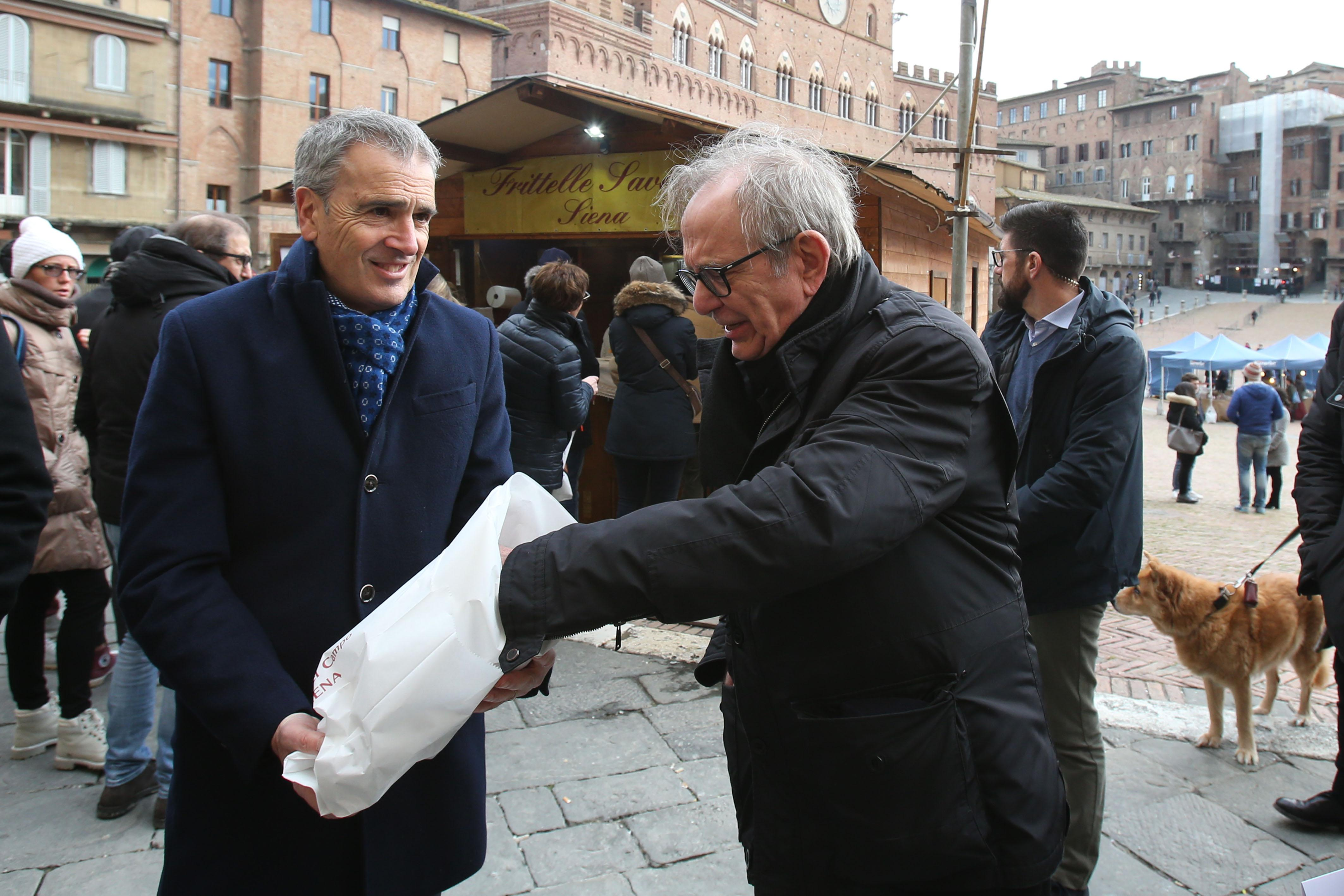
Bruno Valentini offre frittelle di riso al ministro dell'economia Pier Carlo Padoan, a Siena durante la campagna elettorale delle elezioni politiche del 2018.

Alla assemblea comunale del partito, svolta il 28 marzo 2018, non riuscendo nessuno dei concorrenti a raccogliere le firme necessarie per indire le primarie, Bruno Valentini viene scelto come unico candidato sindaco del Partito Democratico per il comune di Siena.
Alle successive elezioni amministrative di giugno, Valentini ottiene il 27,4% dei voti, contro il 24,2% del candidato del centro-destra Luigi De Mossi, con il quale va al ballottaggio. Al secondo turno elettorale del 24 giugno, sostenuto dall'ex sindaco Pierluigi Piccini, viene sconfitto dal candidato di centro-destra, che ottiene il 50,8% delle preferenze con 378 voti di scarto.

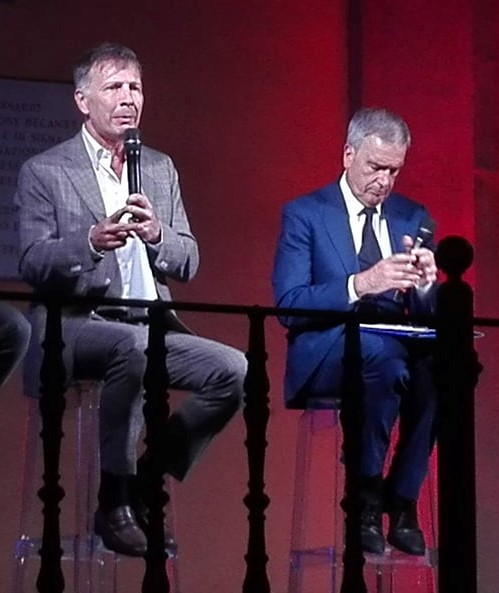
Il candidato sindaco della coalizione di centro-destra Luigi De Mossi (a sinistra) e Bruno Valentini (a destra), al dibattito pubblico in vista del ballottaggio del 24 giugno 2018.

### Attività successive
In seguito alla sconfitta al ballottaggio del 24 giugno 2018, Bruno Valentini prosegue la sua attività politica a Siena come consigliere comunale dai banchi dell'opposizione.

## Controversie
Nel luglio 2013 a Siena subisce un'aggressione da un insegnante in pensione che gli procura una ferita al naso.
Nel 2015 Valentini è stato indagato insieme ad altre otto persone per truffa aggravata, falso in atto pubblico e abuso d'ufficio per il conseguimento di erogazioni pubbliche in rapporto alla sua precedente posizione di sindaco di Monteriggioni in merito alla realizzazione del campo da baseball di Castellina Scalo, per il quale viene poi rinviato a processo con l’accusa di falso ideologico in concorso assieme ad altre 8 persone, tra tecnici, impiegati comunali, assessori comunali, il direttore dei lavori, il titolare di una ditta di costruzioni e l’ex Presidente del Siena Baseball, suo sostenitore. In precedenza, nel 2016 è stato assolto da un’altra accusa, riguardante un intervento sul piano regolatore di Monteriggioni avvenuto negli anni 2009-2010, per non aver commesso il fatto.
Nel 2017, in occasione del varo della campagna per le primarie del PD, pubblica sul suo profilo social una foto in cui è ritratto, con in mano una mitraglietta, seduto su una motocarrozzetta risalente alla seconda guerra mondiale e riportante l'insegna della 2. SS-Panzer-Division "Das Reich" nonché il simbolo mistico nazista del Sole nero. In seguito alle polemiche, il sindaco si scusa e rimuove l'immagine.
Nel 2017 la Giunta comunale sospende l'attività della Mediateca di Siena, attiva presso il Santa Maria della Scala fin dal 2003, comprendente oltre 8000 lungometraggi, documentari e audiovisivi e oltre 20 000 cortometraggi. In seguito ad una interrogazione da parte della minoranza, l'assessora alla cultura, Francesca Vannozzi, afferma che sono allo studio soluzioni per la sistemazione presso l'ex-Convento di Santa Marta, ma nessuna convenzione venne firmata entro la scadenza del mandato dal sindaco Bruno Valentini.

La nuova giunta, scaturita dalle elezioni amministrative del 2018, che in un primo tempo aveva dichiarato di voler accorpare la Mediateca alla Biblioteca Comunale degli Intronati e all'Archivio Storico, è del tutto assente dal sito web della Biblioteca, né risultano esserci state sistemazioni in questi anni dei relativi materiali. Anzi, l'Associazione Visionaria ha lanciato un appello sul giornale per trovare una soluzione dopo che per ben sei anni tutti i materiali audiovisivi sono rimasti inerti negli scatoloni col rischio che possano finire al macero, indicando in Valentini il principale responsabile del mancato raggiungimento dello scopo, e cercando nuove soluzioni.
Il 12 luglio 2018 Bruno Valentini ha annunciato la sua volontà di presentare denuncia a carico di ignoti per alcune lettere anonime contenenti ingiurie e minacce nei confronti di un componente della amministrazione, ricevute nel corso di una seduta del consiglio comunale di Siena.

## Onorificenze
Nel 2014 l'ex sindaco di San Ginesio Mario Scagnetti gli ha conferito la cittadinanza onoraria.